# Proschaliphora
Proschaliphora är ett släkte av fjärilar. Proschaliphora ingår i familjen björnspinnare.
Kladogram enligt Catalogue of Life:
| Proschaliphora | \| \| Proschaliphora albida \| \| \| \| \| \| Proschaliphora butti \| \| \| \| \| \| Proschaliphora citricostata \| \| \| \| \| \| Proschaliphora traiecta \| \| \| \| |
|                | \| \| Proschaliphora albida \| \| \| \| \| \| Proschaliphora butti \| \| \| \| \| \| Proschaliphora citricostata \| \| \| \| \| \| Proschaliphora traiecta \| \| \| \| |
|                | Proschaliphora albida |
|                | |
|                | Proschaliphora butti |
|                | |
|                | Proschaliphora citricostata |
|                | |
|                | Proschaliphora traiecta |
|                | |

## Bildgalleri

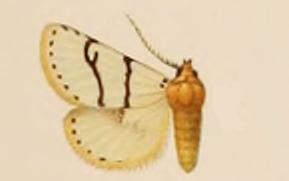